# Jouttenus
Jouttenus är en sjö i kommunen Ruovesi i landskapet Birkaland i Finland. Sjön ligger 107,2 meter över havet. Arean är 1,27 kvadratkilometer och strandlinjen är 9,66 kilometer lång. Sjön  ingår i Kumo älvs huvudavrinningsområde.   Den ligger omkring 37 km norr om Tammerfors och omkring 190 km norr om Helsingfors. 
I sjön finns öarna Isosaari, Aittosaari, Tanssisaari och Talassaari. 